# Erinn Westbrook
Erinn Veronica Westbrook (* 12. Januar 1991 in Long Island, New York City) ist eine US-amerikanische Schauspielerin, Sängerin, Tänzerin und Model.

## Privatleben
Westbrook wurde in Long Island, New York, geboren, zog aber im Alter von sechs Jahren nach Town and Country, Missouri. Sie besuchte die John Burroughs School, wo sie der Captain der Cheerleader war. Sie studierte Englisch, amerikanische Sprache und Literatur an der Harvard University, Dramatic Arts und hat dazu eine fortgeschrittene Zertifizierung in Spanisch. Sie schrieb für Harvard Crimson und war Präsidentin der Studentenvertretung.

## Karriere
Nach ihrem Praktikum bei CNBC, NBC und Oxygen begann Westbrook ihre Karriere bei MTV. Neben der Berichterstattung über Themen, die für junge Menschen relevant sind, waren ihre Haupttätigkeiten Gastgeber von SXSW und mtvU Movers & Changers. Sie diente als einer der Hauptveranstalter von MTV Spring Break 2010, 2011 und 2012. Im Jahr 2012 hatte Westbrook eine wiederkehrende Rolle in Mr. Box Office, mit Bill Bellamy, Vivica Fox und Jon Lovitz. Sie choreografierte auch zwei Episoden im Jahr 2013. Sie begann ihre Karriere in Los Angeles als Model mit Ford Models in Anzeigen für Nike, Weinberg Reben, Siebzehn Magazine und Cosmopolitan Magazine. Im Herbst 2013 wurde Westbrook als eines der "Fashion’s Next It Girls" in Hollywood von Who, What, Wear vorgestellt. Sie spielte Gastauftritte in einer Reihe von Fernsehserien, darunter Switched at Birth, Supernatural, Bones, NCIS und Jane the Virgin. Sie wurde bekannt durch ihre Rolle als Kapitän der Cheerios, Bree, während der fünften Staffel von Glee. Im Frühjahr 2014 schloss Westbrook sich der Besetzung von MTVs Erfolgsdrama Awkward an und führte ihre Rolle durch die fünfte und letzte Staffel fort, die 2016 zu Ende ging. Im Sommer 2014 wurde Westbrook von den US-Botschaften in London eingeladen, Singapur, Malaysia und Indonesien zu besuchen als Botschafterin für Kultur und Kunst.

## Filmografie
- 2011: 1000 Wege, ins Gras zu beißen (Fernsehserie, 1 Folge)
- 2012: The Debut (Kurzfilm)
- 2012: Switched at Birth (Fernsehserie, 1 Folge)
- 2012–2013: Mr. Box Office (Fernsehserie, 22 Folgen)
- 2013: In a World...
- 2013: Hund mit Blog (Dog With a Blog, Fernsehserie, 1 Folge)
- 2013: Twisted (Fernsehserie, 1 Folge)
- 2013: See Dad Run (Fernsehserie, 2 Folgen)
- 2013: Glee (Fernsehserie, 7 Folgen)
- 2014: Supernatural (Fernsehserie, 1 Folge)
- 2014: Bones – Die Knochenjägerin (Fernsehserie, 1 Folge)
- 2014–2016: Awkward (Fernsehserie, 16 Folgen)
- 2015: Constantine (Fernsehserie 1 Folge)
- 2015: Stitchers (Fernsehserie, 1 Folge)
- 2015: Navy CIS (Fernsehserie, 1 Folge)
- 2016: 72 Hours: A Brooklyn Love Story?
- 2016: Jane the Virgin (Fernsehserie, 2 Folgen)
- 2016: The Night Shift (Fernsehserie, 1 Folge)
- 2018: Legacies (Fernsehserie, 1 Folge)
- 2018–2019: Insatiable (Fernsehserie, 19 Folgen)
- 2019–2020: Atlanta Medical (The Resident, Fernsehserie, 7 Folgen)
- 2020: Acting for a Cause (Fernsehserie, 1 Folge)
- 2021: Color Box
- 2021: Advice to Love by (Fernsehfilm)
- 2021–2023: Riverdale (Fernsehserie, 40 Folgen)
- 2024: Seattle Firefighters – Die jungen Helden (Station 19, Fernsehserie, 1 Folge)